# 新北市私立淡江高級中學
新北市私立淡江高級中學，是位於新北市淡水區的完全中學，附設小學與幼兒園，由台灣基督長老教會所屬，創設於1914年，為北臺灣最早的私立中學。

## 校史

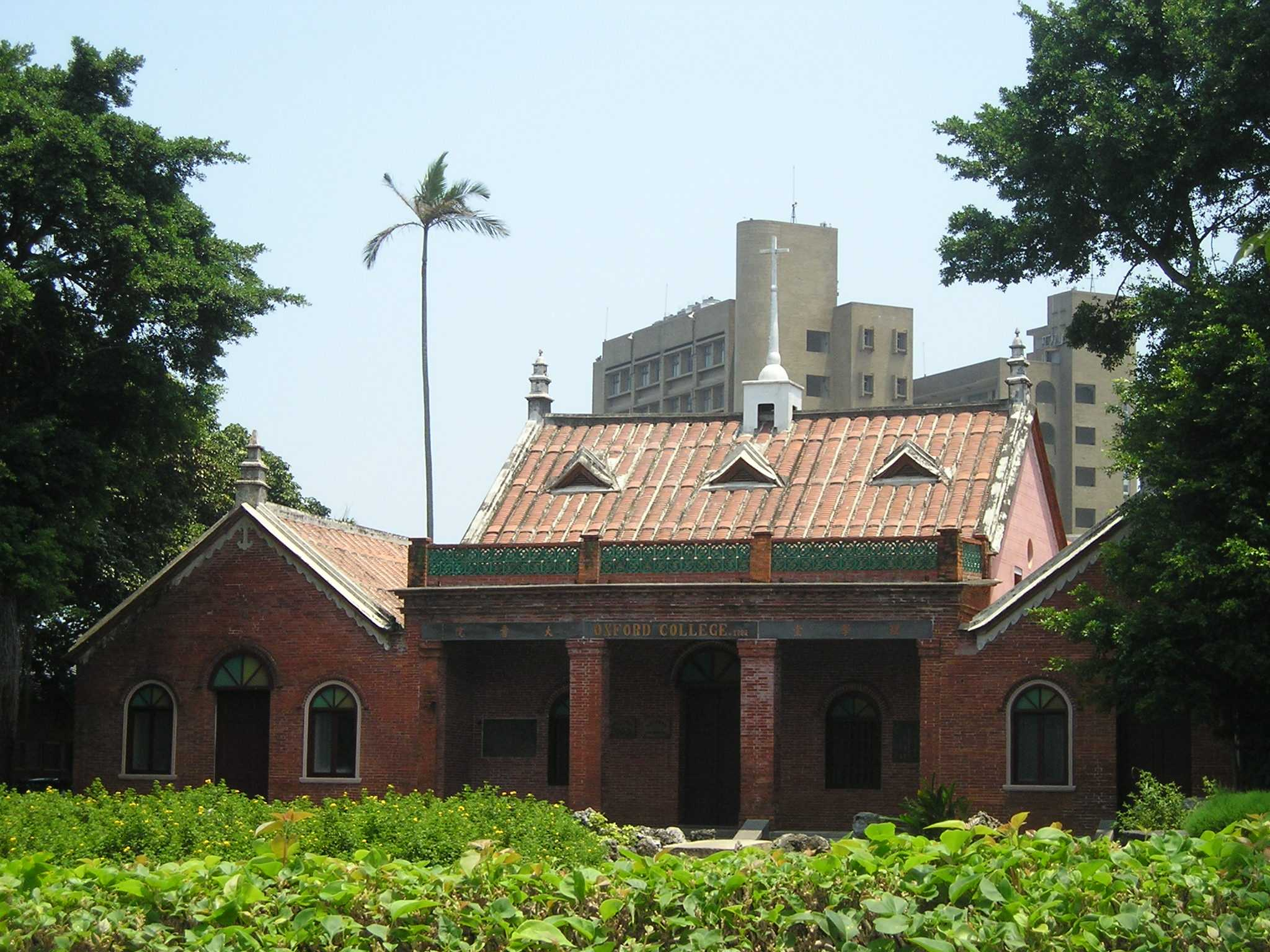
牛津學堂舊址，現座落於真理大學淡水校區

1882年7月，加拿大長老會宣教士馬偕在滬尾（今新北市淡水區）設立一所神學院「理學堂大書院」（Oxford CoIIege），後世以「牛津學堂」著稱，為台灣神學院、真理大學的前身。
1901年馬偕博士逝世後，牛津學堂改為神學校（即後來的台灣神學院）。1911年年底，馬偕博士的長子偕叡廉取得教育碩士學位後，返台籌辦一所中學校；同年，教會將宣教中心移到首府台北，並將神學校遷往該地，遺留下來的牛津學堂舊址即成為新學校的預定地。
1914年3月9日，日治時期的台灣總督府核發設校許可，該日期恰好與馬偕博士42年前登陸淡水的日期相同，也成為日後的校慶紀念日。同年4月4日，淡水中學校（Tamsui Middle School）在牛津學堂舉行開學典禮，當時的總督府學務課課長、淡水支廳廳長等政府官員皆來參加。創立之時即為五年制中學校。

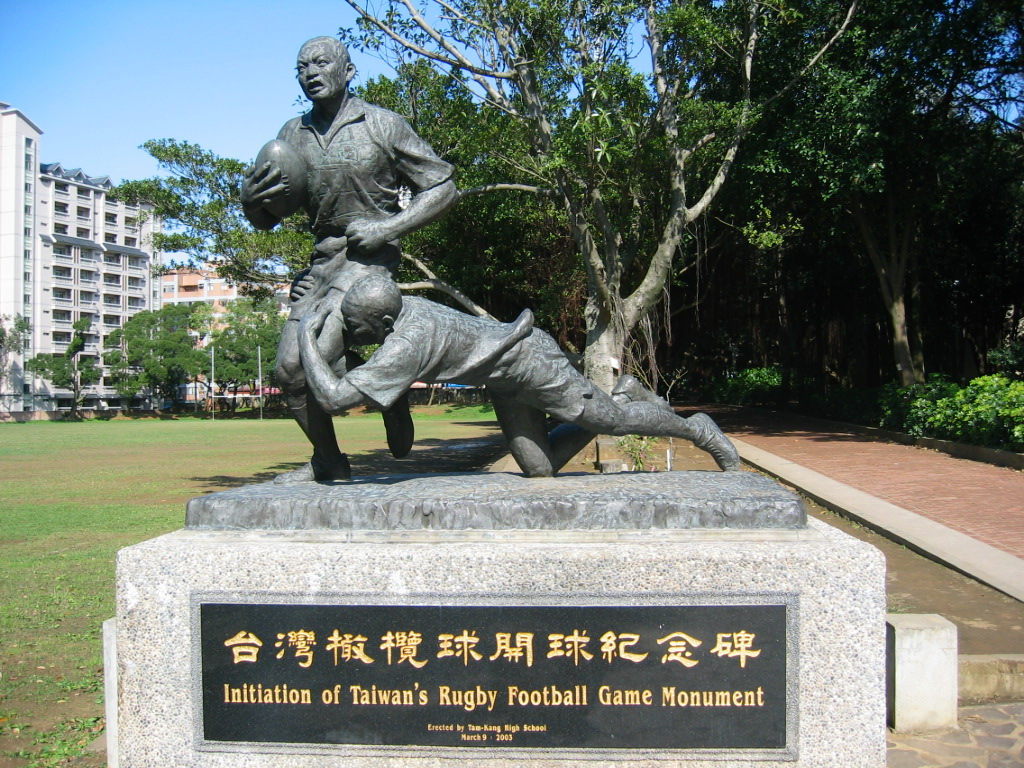
橄欖球場旁的「台灣橄欖球開球紀念碑」

1922年2月，台灣總督府重新頒行《台灣教育令》，限制私立學校不得再使用「學校」之名稱。同年10月，校名改為「私立淡水中學」。1925午6月，遷校至現址的新校舍，牛津學堂改作為學生宿舍至1931年止。自此，新校舍的「八角塔」成了學校的的精神象徵。同時，馬偕博士遺孀張聰明女士將家族擁有的五千餘坪土地捐出作為運動場，即今之橄欖球場。
1936年起，台灣總督府接管校務。1937年，台灣總督府修改教育法令，認可私立中學之創設，校名因而改為「私立淡水中學校」。同年，有坂一世校長依照讓渡協議之約定，開始興建「馬偕博士紀念圖書館」。
1947年，二二八事件爆發，在受難的教育人員中，延平學院（現為臺北市私立延平高級中學）及淡江中學所屬受難教師、行政人員及學生人數最多。
1958年，淡江中學與純德女中合併，改稱為「私立淡江高級中學」。
1994年，招收美術班和音樂班。
1996年，正式辦理綜合高中學制，除了普通科（社會組、自然組），並設立應用外語（英語、日語）、商業經營、資訊應用、幼兒保育和美工等專門學程。
2008年，附設國民小學部，即純德小學正式招生。
2016年8月20日，林間教室（榕楓亭）重建工程開工。日治時期男女兩校曾各在體育館旁的榕樹下，以及運動場旁的相思林中，設有「林間教室」，至今仍保留在老淡江人的畢業紀念冊及記憶中，因此，今日為延續傳統而重建此教室，以供學生戶外教學，並作為夏日露天教室。工程總經費90萬元，偕由淡江中學校友會募捐籌款。此教室建置於校內尋根園餐廳旁，原址常態設有稻草屋一座。
2018年，招收人文社會班。 

## 歷任校長

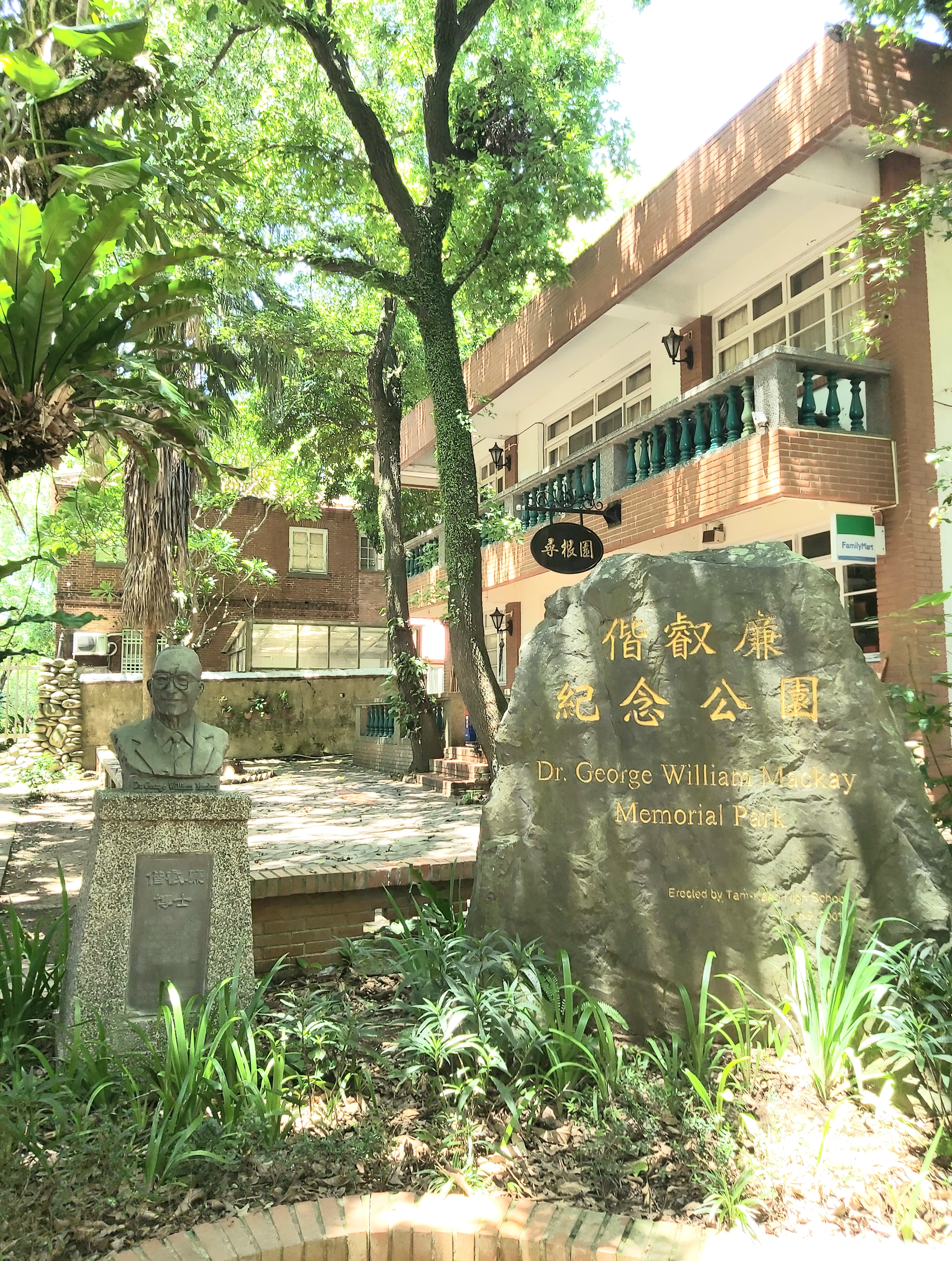
首任校長偕叡廉紀念公園與「尋根園」

| 任別 | 任期                           | 姓名                   | 異動原因／事件 |
| ---- | ------------------------------ | ---------------------- | --- |
| 1    | 1914年3月9日 － 1935年8月31日  | 偕叡廉                 | 淡水中學創辦人，期間曾有羅虔益(Kenneth Dowie)、 廉叡理(Rev.G.A.Williams)、高華德(Rev.W.G, oates)、 孫雅各等牧師代理，後因皇政會攻擊而辭職。 1954年引爆董事會／校長之爭 |
| 2    | 1935年9月1日 － 1936年11月16日 | 明有德(Hugh MacMillan) | |
| 3    | 1936年11月17日 － 1937年1月5日 | 立川義男               | 學務課長兼任 |
| 4    | 1937年1月6日 － 1945年11月20日 | 有坂一世               | 台灣總督府派任 |
| 5    | 1945年11月20日 － 1946年5月5日 | 林茂生                 | 戰後，教會拿回經營權，董事長兼任 |
| 6    | 1946年11月 － 1947年3月11日    | 陳能通                 | 任內二二八事件中遇害 |
| 代理 | 1947年3月12日 － 1948年2月20日 | 柯設偕                 | 教務主任代理 |
| 7    | 1948年2月21日 － 1949年7月21日 | 王守勇                 | 董事會／校長之爭開始 |
| 8    | 1949年7月21日 － 1950年2月21日 | 游彌堅                 | 時任臺北市長、董事長兼任 |
| 9    | 1950年2月21日 － 1950年7月6日  | 張鳴                   | |
| 10   | 1950年7月6日 － 1950年8月12日  | 王守勇                 | 任38天被撤換 |
| 11   | 1950年8月12日 － 1951年1月29日 | 張鳴                   | 任內逝世 |
| 代理 | 1951年1月29日 － 1951年5月3日  | 柯設偕                 | 教務主任代理 |
| 代理 | 1951年5月4日 － 1951年6月30日  | 呂耀謙                 | 訓導主任代理 |
| 12   | 1951年7月1日 － 1951年7月31日  | 林國彥                 | 董事長兼任 |
| 13   | 1951年8月1日 － 1954年8月      | 王守勇                 | 二度回任，後被臺灣省教育廳接管 |
| 代理 | 1936年 － 1945年               | 關頡仝                 | 臺北縣政府督學代理 |
| 14   | 1955年1月 － 1981年1月23日     | 陳泗治                 | 原純德女中校長，合併為淡江高中首位校長， 董事會／校長之爭結束 |
| 代理 | 1981年1月23日 － 1985年1月28日 | 蔡信義                 | 教務主任代理 |
| 15   | 1985年1月29日 － 1995年        | 謝禧得                 | |
| 代理 | 1995年5月 － 1997年3月1日      | 姚聰榮                 | 教務主任代理 |
| 16   | 1997年3月1日 － 2013年2月28日  | 姚聰榮                 | |
| 17   | 2013年3月1日 － 2017年1月24日  | 劉建政                 | |
| 18   | 2017年1月24日—2024年12月31日   | 柯賜賢                 | |
| 19   | 2025年1月1日—現任              | 周國生                 | |

## 校內主要建築

### 八角塔

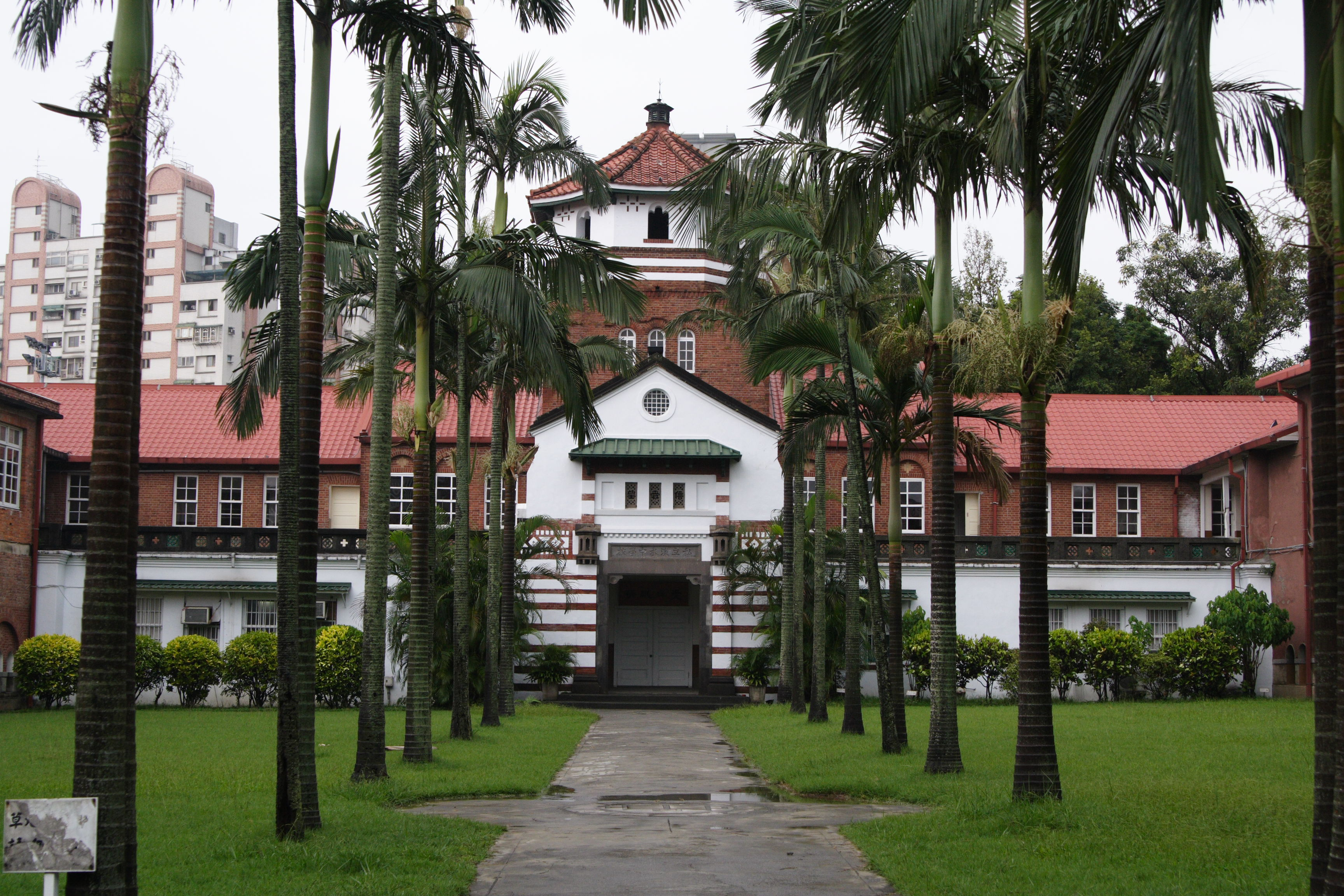
八角塔

1925年6月竣工。這是淡江中學歷代的精神堡壘，是1925年時該校幾何老師加拿大宣教士羅虔益（K.W.Dowie）所設計，他成功的融合了中國的寶塔和西方拜占庭式建築。八角塔採用很多地方性的建材，按農舍三合院格局兩翼教室依次降低（現已增建二樓），前端有兩座八角型衛塔，三塔環護青翠的前庭，中間開椰林大道通正門，主塔正面以磚面和粉面紅白交替，非常美麗。正門以觀音石雕出雀替和宮燈，搭配中國色彩，上有吳廷芳的篆隸「私立淡水中學」和校訓「信望愛」─這也是八角塔的象徵。

### 體育館

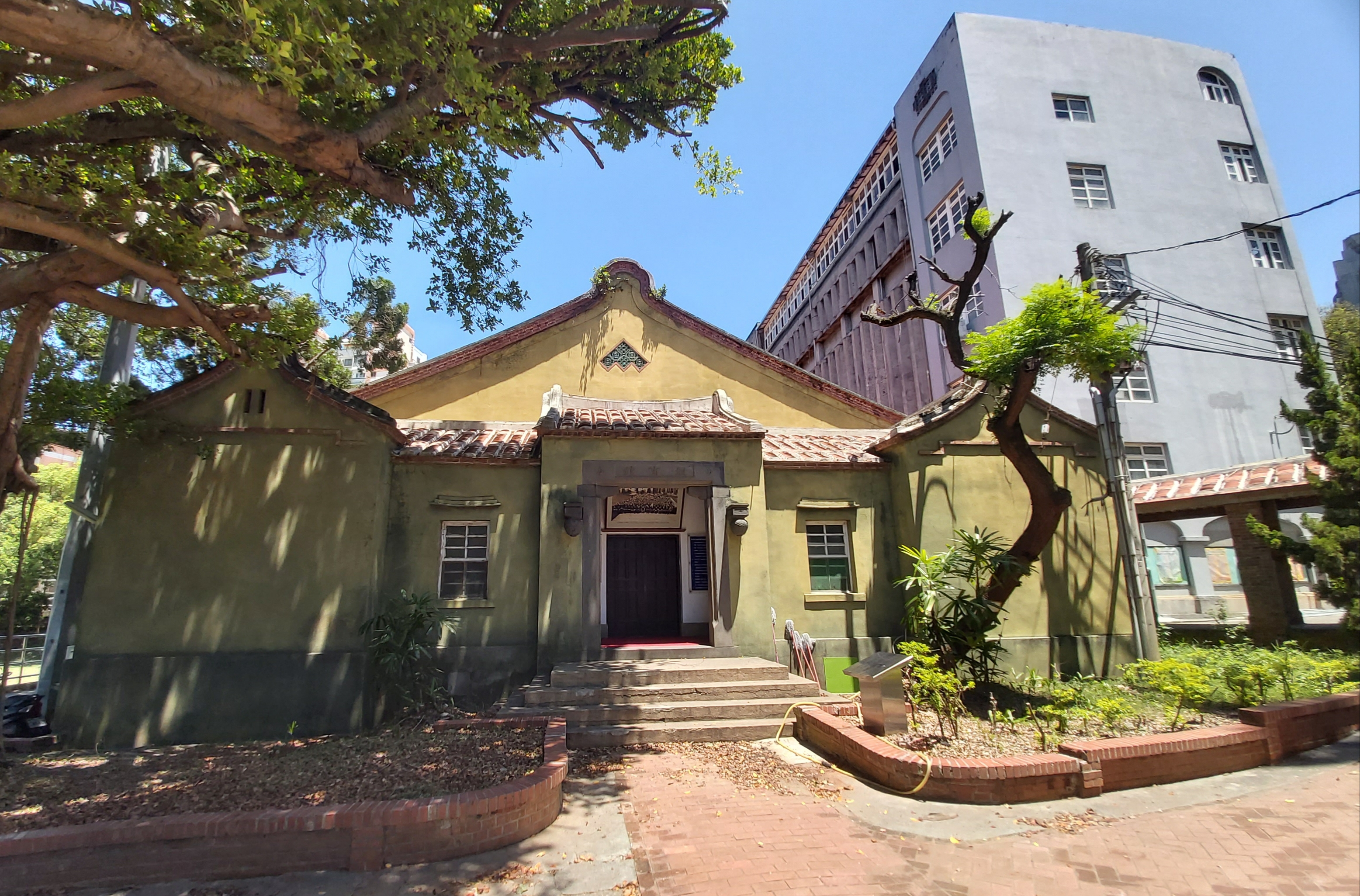
體育館

建於1923年，造型模仿閩南式農宅貌樣，是台灣建築史上中西合璧建築的代表作。曾作為馬偕博士來台設教五十週年和六十週年慶典的大禮堂，是教會史上的著名古蹟。昔稱「男生體育館」目前仍是學生最愛的運動場所。

### 大禮拜堂

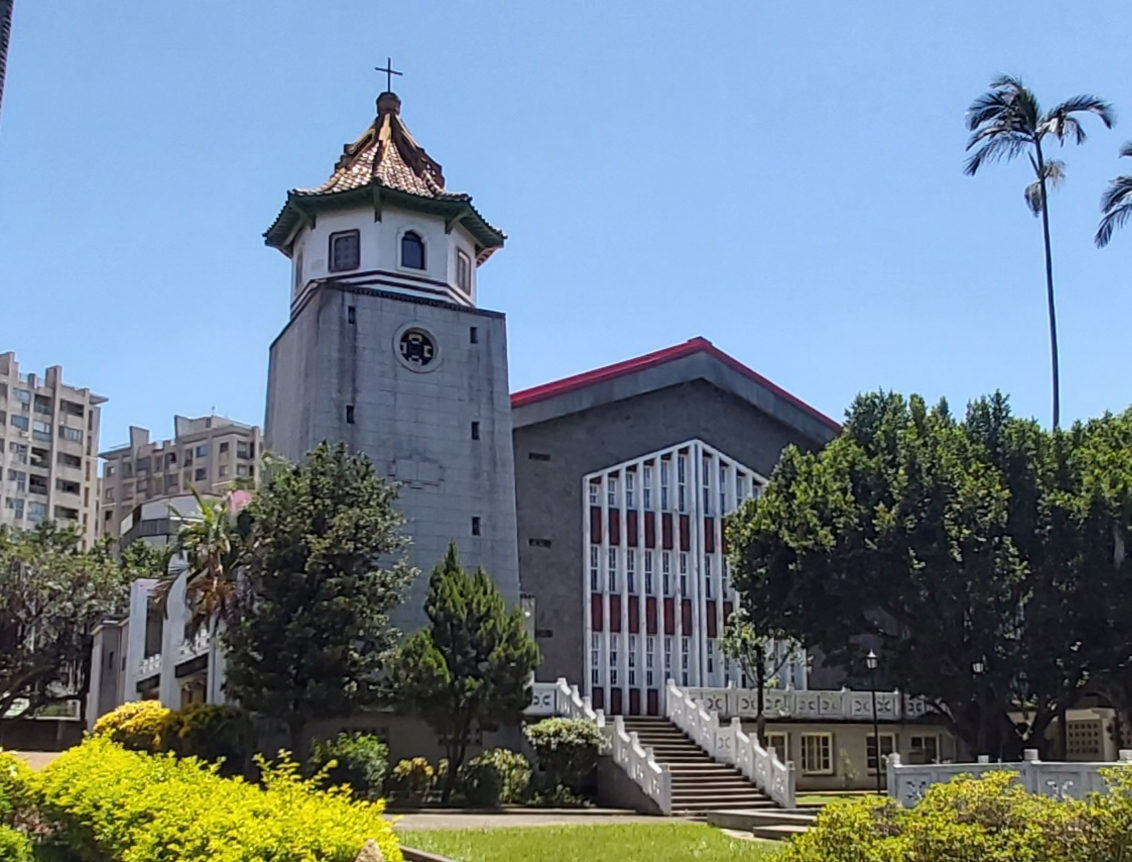
禮拜堂

淡江中學禮拜堂竣工於1965年，佔地面積825坪，在當時是遠東最大的教堂，可容1,500人。教堂是由馬偕博士的外孫，也是淡江中學美術老師陳敬輝所設計，建築師則是陳能通校長長子陳穎奇長老。
教堂正面是用大面積的洗石面與石板砌成，做出中世紀石砌教堂的風格；左邊是略為改良的八角塔鐘樓，鐘塔下方十字架加聖經的圖案則是淡江中學的校徽，前面的蓮花池和小橋是校徽的形狀，池中的大杯取聖經詩篇二十三篇中「福杯滿溢」之意。矗立於古老、綠意盎然的校園中即協調又醒目，也帶動了淡江中學濃厚的音樂和美術校風，也很清楚讓人明白這是一所教會學校。
在電影《不能說的祕密》中葉湘倫（周杰倫 飾）畢業典禮的場景就是在禮拜堂內所拍攝，挑高的屋頂、彩繪玻璃、巨大的管風琴，更增添濃郁的莊嚴氣息。（禮拜堂黑色大吊燈等部分拍攝道具仍未拆除）

### 女學校大樓

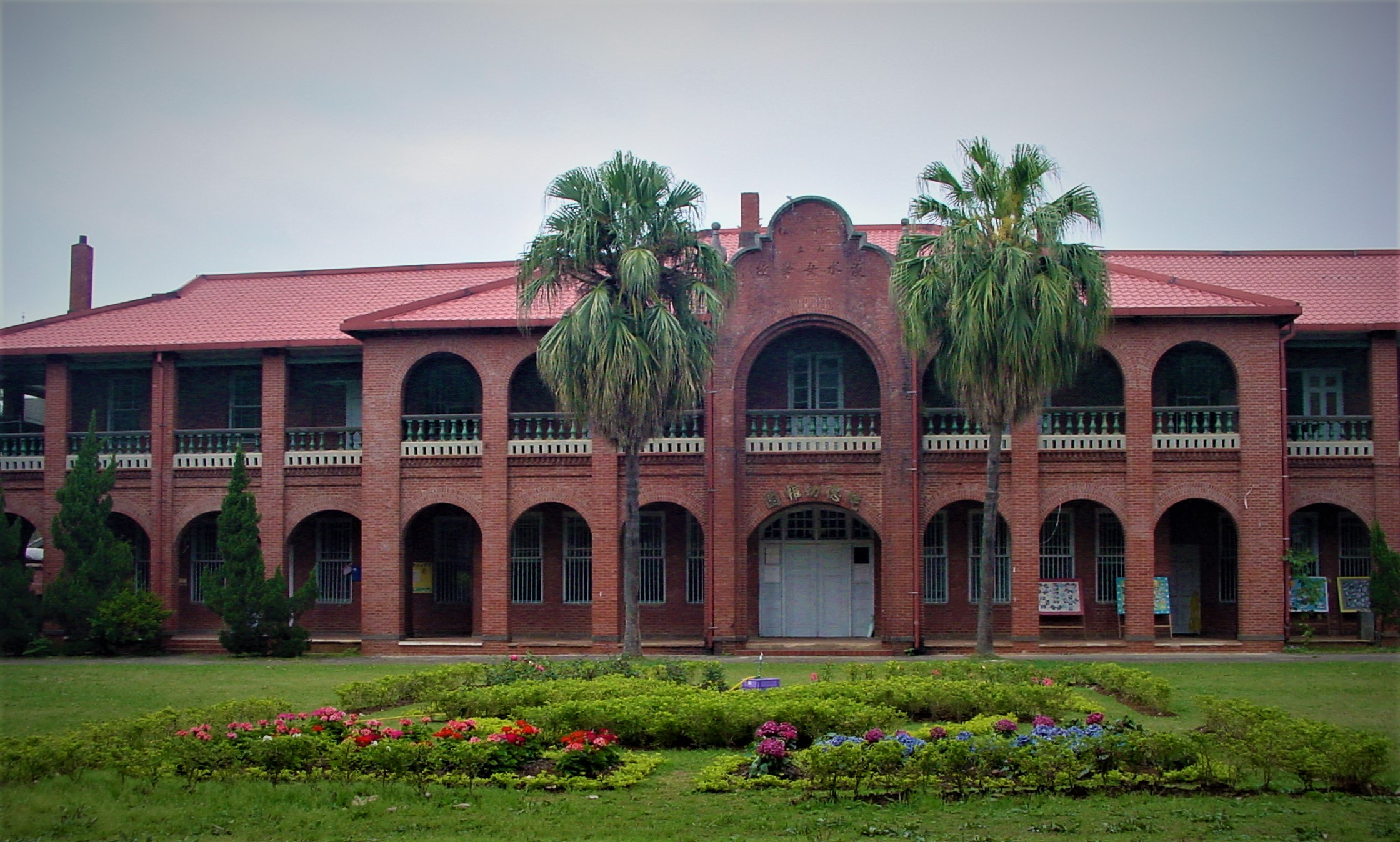
女學校大樓

全台女子首間學校建於1884年，原建築因不敷使用，後於1916年原址重建完工，即為現在看到的女學校大樓。是四合院中圍天井庭園的二樓建築，正面有22個精美磚拱，磚材精美，採自松山機器窯，磚上有菱形S字之浮印，二樓迴廊使用綠釉花瓶欄杆，正面山牆有濃厚的拜占庭趣味，以磚雕手法刻「淡水女學校」之中英文落款。

### 橄欖球場
1923年，時任英文老師的陳清忠在校內成立臺灣第一支橄欖球隊。因此本球場算是台灣橄欖球運動的發源地，也是台灣體育史上風雲際會之地。淡江橄欖球隊自成軍以來，一直都是台灣高中橄欖球強隊之一，而橄欖球也成了淡江中學的精神象徵。

### 馬偕博士紀念圖書館

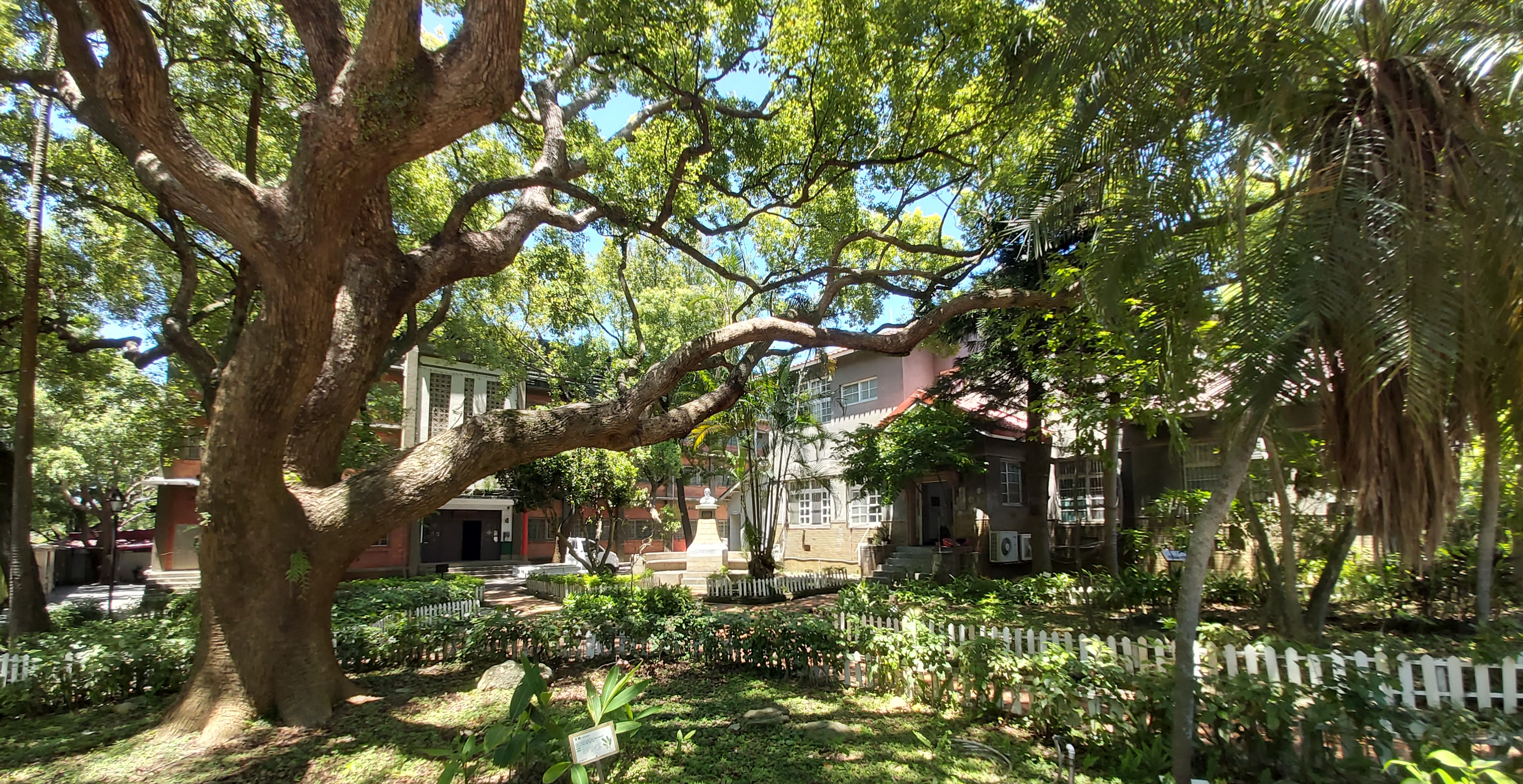
馬偕博士紀念圖書館

淡江校園僅存的日式建築，是日本佔領臺灣後依讓渡所約定，為馬偕博士建於1939年的紀念圖書館和銅像。該銅像神韻活現是目前馬偕遺像中的佳作。圖書館因不敷使用敷已遷往國中部綜合教學大樓四樓。現在供國中部藝能班（一樓全，二樓樓梯直上之教室），高中部分班教室（二樓兩側教室），橄欖球隊辦公室（一樓臨近橄欖球場）使用

### 石板屋
淡江中學自古便是原住民教育和福音運動的大本營。為強化此項歷史意義及落實本土文化教育，於2001年建此排灣族石版屋以展示台灣各族原住民文化、及作為淡江原住民藝能班教室

### 臺灣農村文物館

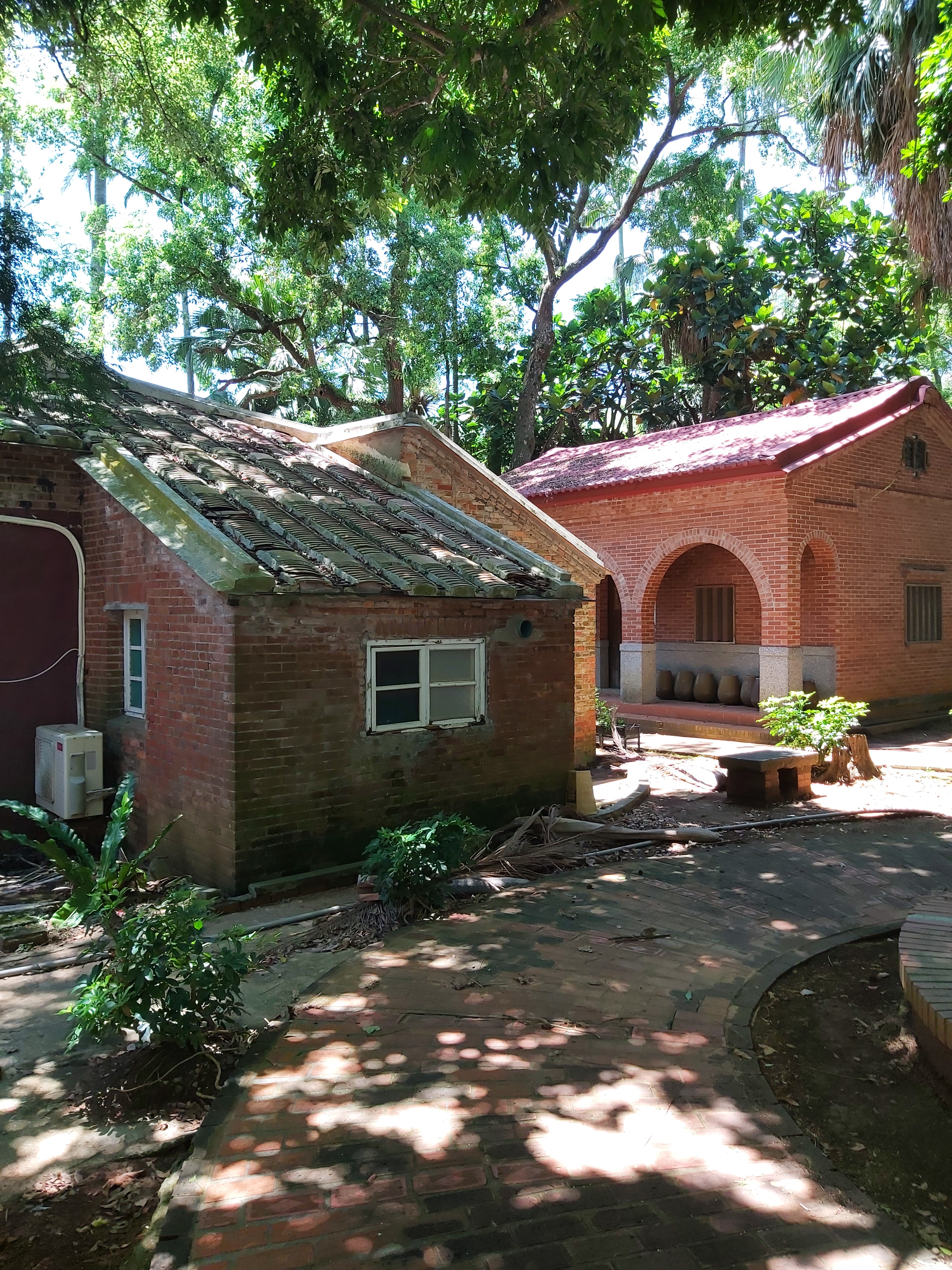
農村文物館

淡江中學為強化鄉土教育、規劃文化教學園區而設立的小型博物館，蒐集台灣農村文物，按春耕、夏耘、秋收、冬藏和家具用品展出古人生活風貌，是目前淡水地區最具規模之農村文物館。

### 埔頂鐘聲

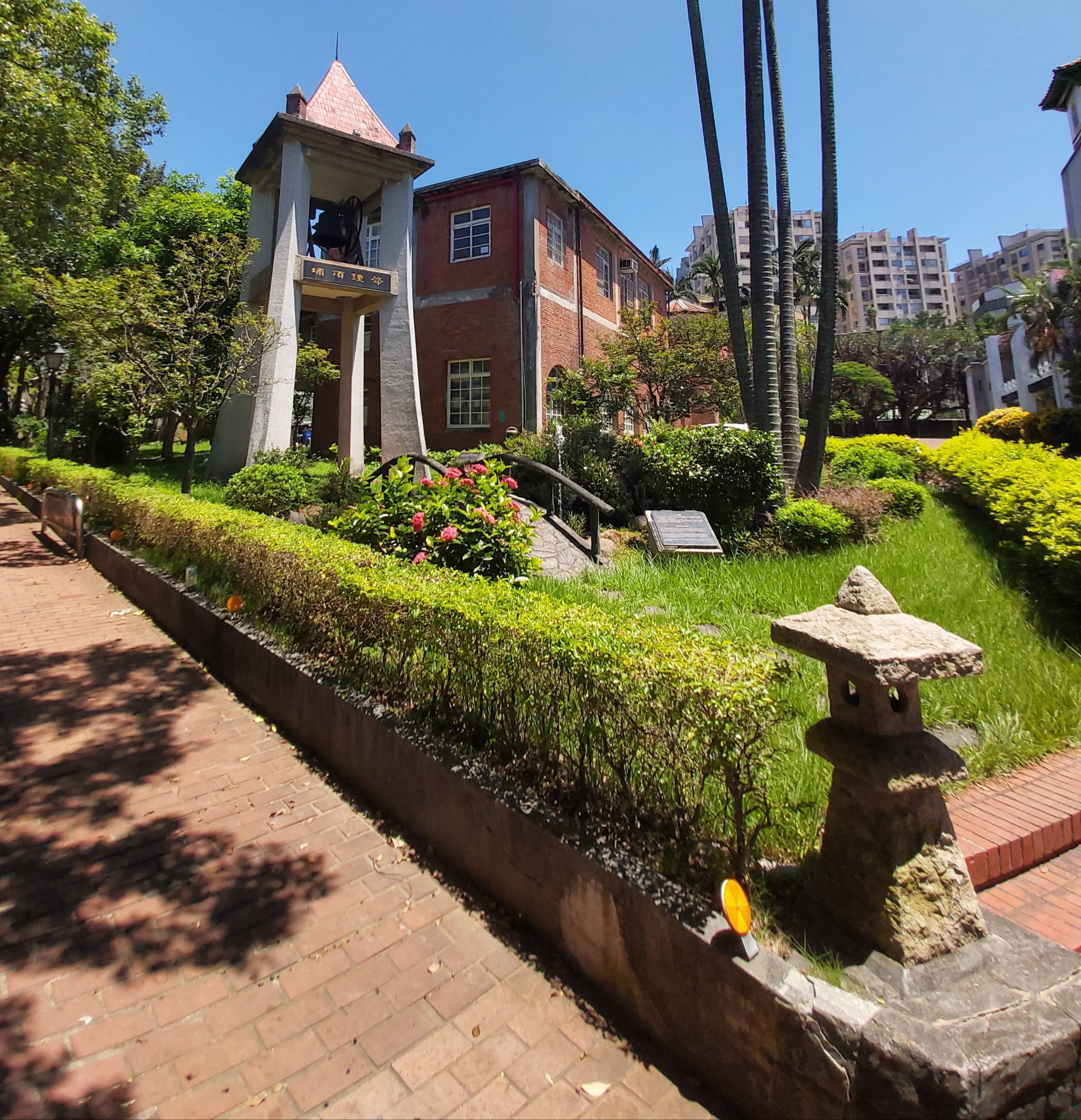
埔頂鐘聲

2004年正逢建校90週年，為紀念此重要日子，特別在學校興建「埔頂鐘聲」鐘塔，此銅鐘特向荷蘭訂製，直徑90公分，高度75公分，重量約450公斤，外表有裝飾紋路，配有錳、青銅合金敲擊球體，銅製鐘椅，輪軛、鏈條及馬達擺動琴鐘，可用電腦設定或人為操作擺動琴鐘。

### 綜合教學大樓
1996年動工，2000年3月校慶時舉行落成感恩禮拜。一至三樓為國中部教室。一樓為演奏廳及國中部辦公室及兩間國中部教室。二樓為一間閱覽室及一間導師辦公室及四間國中部教室。三樓為一間導師辦公室及七間國中部教室。四樓為桌球教室、電腦教室及圖書館。五至七樓為全校女生宿舍。地下一樓為音樂班琴房及音樂教室。

### 藝能大樓

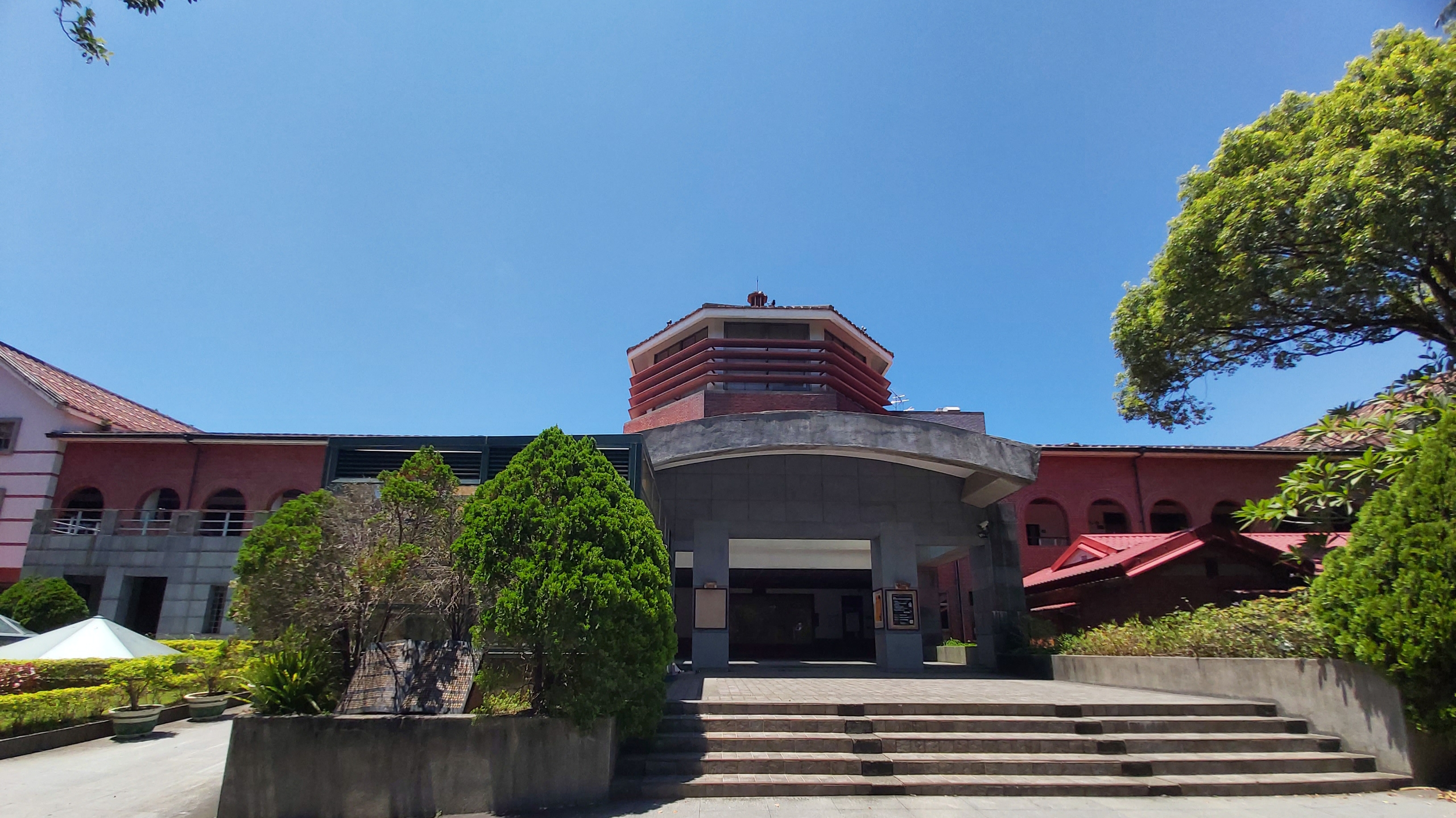
藝能大樓

2008年完工，目前是國中部雙語班教室（二樓），普通班教室、馬偕廳、會議室、幼稚園教室，美術班、雙語班辦公室（一樓），高中部美術班教室、素描教室、水彩教室（地下一樓），地下二樓為本校游泳池。結合本校著名八角塔建築模樣，建築中間似八角塔模樣之圓頂為美術班術科教室，視野良好。

### 尋根園
「尋根園」原本為淡江人最懷念的女宣教士德明利修女（Miss Isabel Taylor）之宿舍。由於這所白色小樓位處蒼翠的林間，學生也都暱稱它為「白屋」、「白宮」。德修女於1973年告老返鄉，此後也有不少宣教士住過。2002年改為高中實習商店，提供各式餐點為一個充滿書香氣習的休閒場所。

### 男生宿舍
為本校男學生之住宿場所一樓以上供住宿（一樓球隊專用），一樓為室內小籃球場、住宿盥洗場所、餐廳、本校廚房、橄欖球隊用餐區及美術班水墨教室

### 純德堡教學大樓

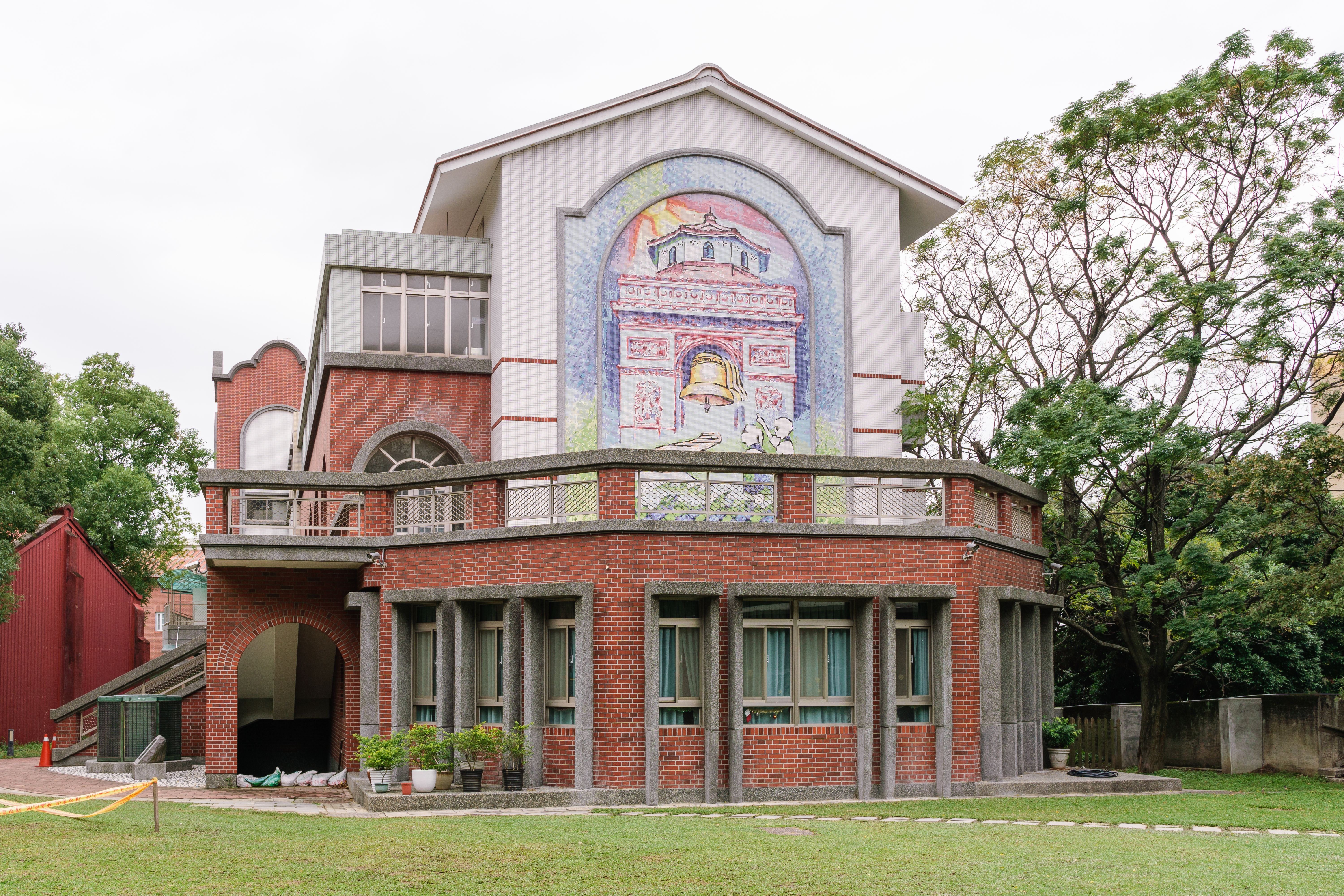
純德小學禮堂

2011年6月落成啟用，現為小學部所用。

### 林間教室

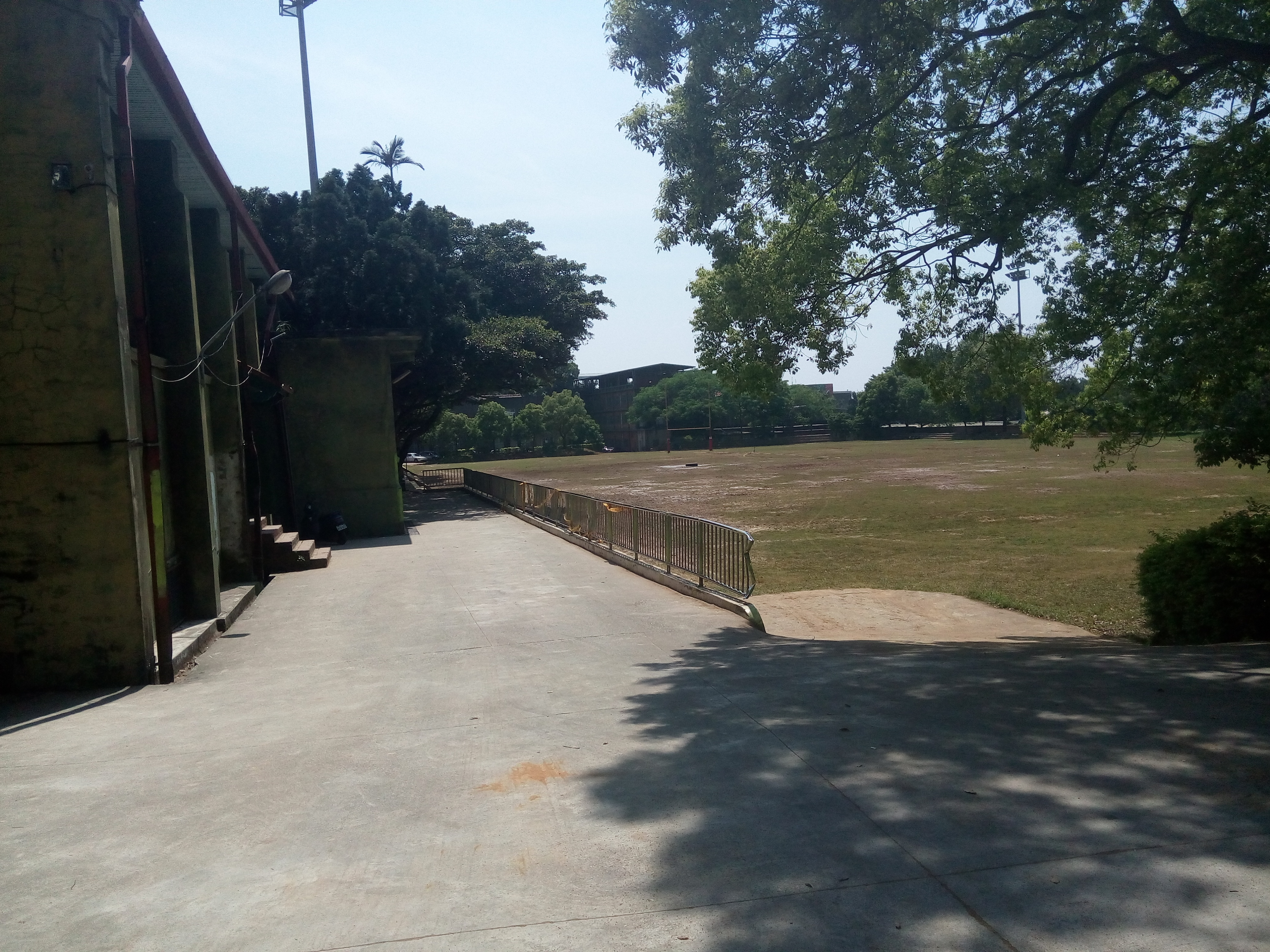
後門操場

2016年8月20日，林間教室（榕楓亭）重建工程開工。日據時期男女兩校曾各在體育館旁的榕樹下，以及運動場旁的相思林中，設有「林間教室」，至今仍保留在老淡江人的畢業紀念冊及記憶中，因此，今日為延續傳統而重建此教室，以供學生戶外教學，並作為夏日露天教室。工程總經費90萬元，偕由淡江中學校友會募捐籌款。2016年底完工。此教室建置於校內尋根園餐廳旁，原址常態設有稻草屋一座。

### 高一新生大樓
幾乎校內所有高一生（特殊班級除外）都在此上課，至高二分班才各自拆散至八角塔教室。

### 義班教室
一樓為義班（國立大學班）教室及保健室，二樓教室供普通班使用。

## 校內文化資產

### 馬偕墓園
馬偕墓位在新北市淡水區文化里真理街26號淡江中學後方，於1985年（民國74年）8月19日經公告為第三級古蹟，當前為新北市市定古蹟，由淡江中學管理。其中馬偕博士於1901年6月2日喉癌逝世前，即親擇此地為其埋骨之所在，家人遵其遺囑，以一堵圍牆將其墓與其他洋人之墓隔開以表明馬偕為臺灣人。墓碑較高者（如燭臺）為馬偕的墓，右邊是妻子張聰明之墓，左邊是偕叡廉夫婦（他們在 1914年創淡江中學），外圍則是學生、馬偕初期傳道時的信徒、姻親、嫡系學生之墓，馬偕夫婦的墓碑，正面是英文和河洛話羅馬拼音，背面是漢字。

#### 設計
馬偕墓方位坐東南朝西北，約對著牛津學堂方向，階梯狀臺座共三級，第一級大二級皆分為左右兩塊，相互交錯疊成，第三級則為一整塊正方形，上面雕成曲面，有如屋頂，以利排水，形式採埃及方尖碑設計，其墓碑型式特殊，雖然是西式墓園，外觀卻與傳統閩南式的墓有些許類似，同時碑身邊框雕出之小圓角似乎受到臺灣門扇枋樑建築之影響。

### 外僑墓園
淡水外僑墓園，與馬偕墓園以一牆隔開，此地原為英國領事館所設立並管理，作為自清末以來百餘年間在淡水之外國僑民公墓。俗稱「西仔墓」或「番仔墓」，當前保存約為70多座墓，型態造型不一，成為目前全台最完整之外洋墓園，以及作為淡水國際港之見證，而被列入古蹟保存。共分為四大區：商人、海官、天主教、基督新教。
墓園裡最早的一座墳墓是在西元1867年（同治6年）設置，由英國人查爾斯伯爵（Charles Earl）將2歲夭折的女兒葬在紅毛城後方山坡上，英國領事館則是從1870年（同治9年）開始管理墓園，而英國領事館遲至1890年（光緒16年）才真正擁有第一本的帳冊，西元1909年（明治42年）9月，英國人共同墓地管理者、大不列顛領事代理人清水重隆以銀壹佰圓「無限期無條件」向臺北廳借此墳地。因而維持到至今。目前土地屬國有財產局，當前則委由加僑協會負責管理與維護。

## 電影
- 《不能說的·秘密》

## 外部連結
- 新北市私立淡江高級中學 （页面存档备份，存于）
- 新北市私立淡江高級中學的Facebook專頁